# Mesolecanium obvius
Mesolecanium obvius är en insektsart som beskrevs av Granara de Willink 1999. Mesolecanium obvius ingår i släktet Mesolecanium och familjen skålsköldlöss. Inga underarter finns listade i Catalogue of Life.